# 八代市立泉第六小学校

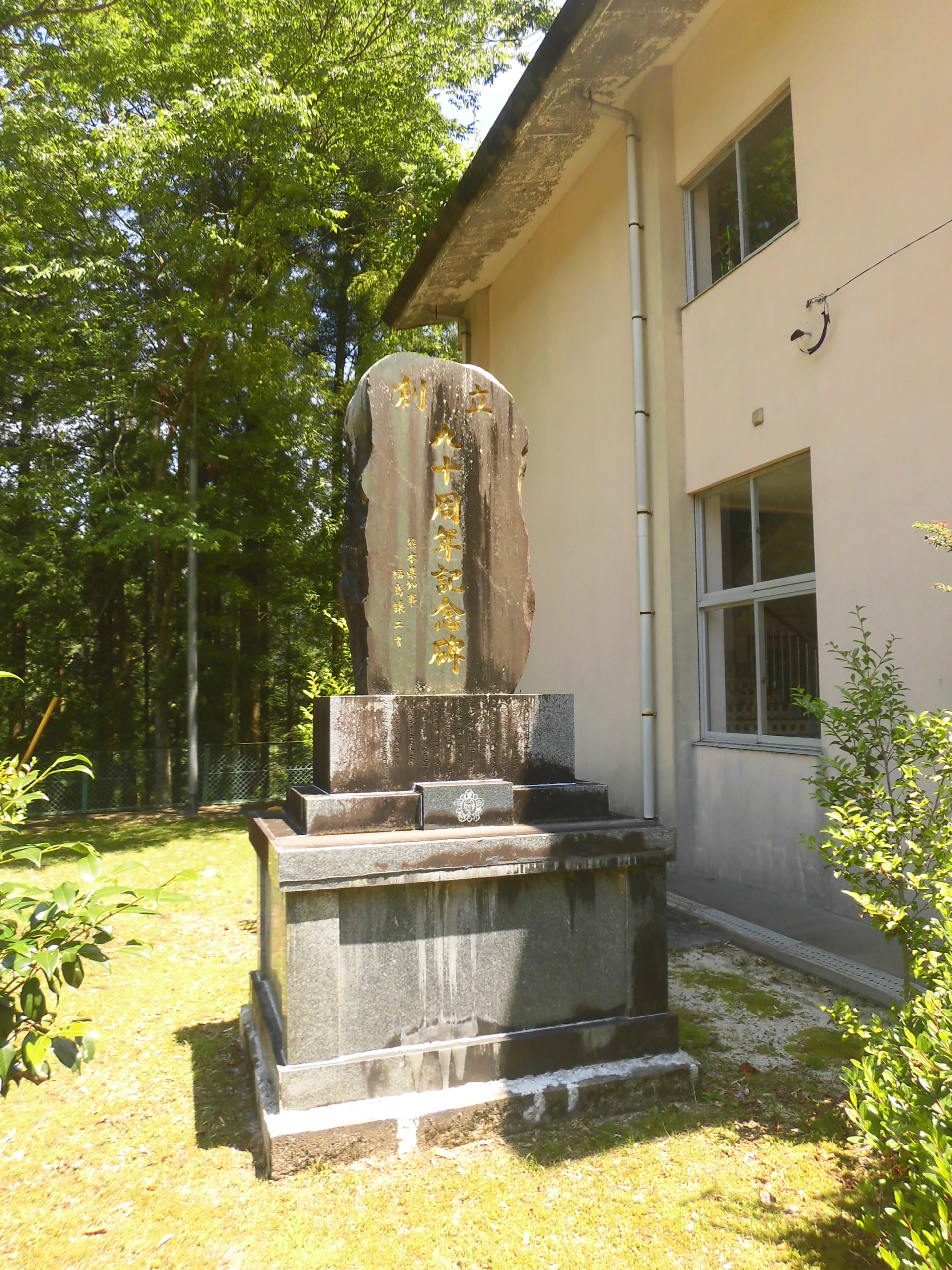
創立90周年記念碑

八代市立泉第六小学校（やつしろしりつ いずみだいろくしょうがっこう）は、かつて熊本県八代市泉町仁田尾にあった小学校。
2000年（平成12年）3月末をもって休校となる。2011年（平成23年）3月末をもって閉校し、八代市立泉第八小学校に統合された。

## 概要
歴史
1903年（明治36年）創立。2011年（平成23年）3月末をもって閉校し、108年の歴史に幕を下ろした。
校章・校歌
通学区域
八代市のうち「泉町仁田尾」。中学校区は八代市立泉中学校であった。

## 沿革
- 1903年（明治36年）- 仁田尾村小尾の宮崎金作氏宅を教室として、「小原尋常小学校」が創立。
- 1915年（大正4年）- 木造新校舎と職員住宅が完成。
- 1925年（大正14年）- 水梨の左座台次氏の家で授業を実施。
- 1926年（大正15年）- 西の岩分教場が開校。
- 1927年（昭和2年）- 木造校舎が完成。
- 1941年（昭和16年）4月1日 - 国民学校令施行により、「仁田尾村小原国民学校」と改称。
- 1947年（昭和22年）4月1日 - 学制改革（六・三制の実施）により、新制小学校「仁田尾村立小原小学校」に改組・改称。
- 1951年（昭和26年）- 椎原分校を設置。
- 1954年（昭和29年）10月1日 - 「泉村立泉第六小学校」と改称。
- 1978年（昭和53年）3月31日 - 西の岩分校を休校とする。
- 1980年（昭和55年）4月1日 - 椎原分校に泉村立泉第七小学校が移転。旧泉第七小学校校舎は「葉木分校」となる。
- 1993年（平成5年）
  - 3月31日 - 西の岩分校を廃止。
  - この年 - 創立90周年記念碑を建立。
- 2000年（平成12年）3月31日 - 休校となる（休校後（2003年（平成15年）に創立100周年を迎えたため、100周年記念碑は存在しない）。
- 2005年（平成17年）8月1日 - 八代市との合併により、「八代市立泉第六小学校」（最終名）と改称。
- 2011年（平成23年）3月31日 - 八代市立泉第八小学校への統合により、閉校。

## 交通アクセス
最寄りの幹線道路
- 熊本県道52号小川泉線

## 周辺
- 氷川